# Saint-André (Pyrénées-Orientales)
Pour les articles homonymes, voir Saint-André.
Saint-André  est une commune française, située dans l'est du département des Pyrénées-Orientales en région Occitanie. Ses habitants sont appelés les Andréens ou Andreuencs. Sur le plan historique et culturel, la commune est dans le Roussillon, une ancienne province du royaume de France, qui a existé de 1659 jusqu'en 1790 et qui recouvrait les trois vigueries du Roussillon, du Conflent et de Cerdagne.
Exposée à un climat méditerranéen, elle est drainée par la Riberette, le Miloussa et par deux autres cours d'eau.
Saint-André est une commune rurale qui compte 3 395 habitants en 2022, après avoir connu une forte hausse de la population depuis 1962. Elle est dans l'agglomération de Saint-Cyprien et fait partie de l'aire d'attraction de Perpignan. Ses habitants sont appelés les Andréens ou  Andréennes.

## Géographie

### Localisation
La commune de Saint-André se trouve dans le département des Pyrénées-Orientales, en région Occitanie.
Elle se situe à 18 km à vol d'oiseau de Perpignan, préfecture du département, à 19 km de Céret, sous-préfecture, et à 4 km d'Argelès-sur-Mer, bureau centralisateur du canton de la Côte Vermeille dont dépend la commune depuis 2015 pour les élections départementales.
La commune fait en outre partie du bassin de vie de Saint-Cyprien.
Les communes les plus proches sont : 
Palau-del-Vidre (2,6 km), Sorède (2,7 km), Argelès-sur-Mer (4,2 km), Saint-Génis-des-Fontaines (4,3 km), Laroque-des-Albères (4,6 km), Ortaffa (5,1 km), Elne (5,5 km), Brouilla (6,0 km).
Sur le plan historique et culturel, Saint-André fait partie de l'ancienne province du royaume de France, le Roussillon, qui a existé de 1659 jusqu'à la création du département des Pyrénées-Orientales en 1790 et qui recouvrait les trois vigueries du Roussillon, du Conflent et de Cerdagne.

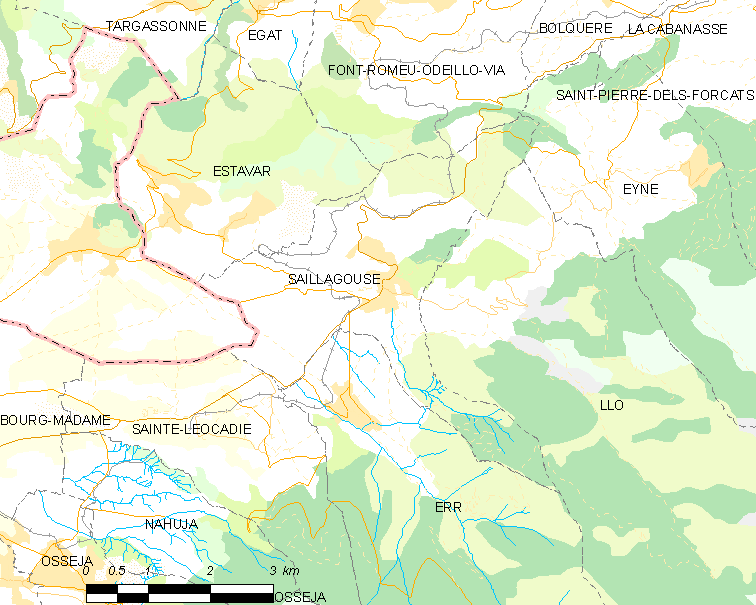
Situation de la commune.

| Palau-del-Vidre |             |                 |
|                 | Saint-André | Argelès-sur-Mer |
| Sorède          |             |                 |

### Géologie et relief
La superficie de la commune est de 973 hectares. L'altitude de Saint-André varie entre 13 et 77 mètres.
La commune est classée en zone de sismicité 3, correspondant à une sismicité modérée.

### Climat
Pour des articles plus généraux, voir Climat de l'Occitanie et Climat des Pyrénées-Orientales.
En 2010, le climat de la commune est de type climat méditerranéen franc, selon une étude du CNRS s'appuyant sur une série de données couvrant la période 1971-2000. En 2020, Météo-France publie une typologie des climats de la France métropolitaine dans laquelle la commune est exposée à un climat méditerranéen et est dans la région climatique Provence, Languedoc-Roussillon, caractérisée par une pluviométrie faible en été, un très bon ensoleillement (2 600 h/an), un été chaud (21,5 °C), un air très sec en été, sec en toutes saisons, des vents forts (fréquence de 40 à 50 % de vents > 5 m/s) et peu de brouillards.
Pour la période 1971-2000, la température annuelle moyenne est de 15,4 °C, avec une amplitude thermique annuelle de 15,4 °C. Le cumul annuel moyen de précipitations est de 683 mm, avec 5 jours de précipitations en janvier et 2,7 jours en juillet. Pour la période 1991-2020, la température moyenne annuelle observée sur la station météorologique la plus proche, située sur la commune du Perthus à 13 km à vol d'oiseau, est de 15,4 °C et le cumul annuel moyen de précipitations est de 849,6 mm,. Pour l'avenir, les paramètres climatiques de la commune estimés pour 2050 selon différents scénarios d’émission de gaz à effet de serre sont consultables sur un site dédié publié par Météo-France en novembre 2022.

### Milieux naturels et biodiversité
Aucun espace naturel présentant un intérêt patrimonial n'est recensé sur la commune dans l'inventaire national du patrimoine naturel,,.

## Urbanisme

### Typologie
Au 1er janvier 2024, Saint-André est catégorisée bourg rural, selon la nouvelle grille communale de densité à sept niveaux définie par l'Insee en 2022.
Elle appartient à l'unité urbaine de Saint-Cyprien, une agglomération intra-départementale regroupant quatorze  communes, dont elle est une commune de la banlieue,,. Par ailleurs la commune fait partie de l'aire d'attraction de Perpignan, dont elle est une commune de la couronne,. Cette aire, qui regroupe 118 communes, est catégorisée dans les aires de 200 000 à moins de 700 000 habitants,.

### Occupation des sols
L'occupation des sols de la commune, telle qu'elle ressort de la base de données européenne d’occupation biophysique des sols Corine Land Cover (CLC), est marquée par l'importance des territoires agricoles (80,5 % en 2018), en diminution par rapport à 1990 (88,5 %). La répartition détaillée en 2018 est la suivante : 
cultures permanentes (66,5 %), zones urbanisées (16 %), zones agricoles hétérogènes (14 %), zones industrielles ou commerciales et réseaux de communication (3,5 %). L'évolution de l’occupation des sols de la commune et de ses infrastructures peut être observée sur les différentes représentations cartographiques du territoire : la carte de Cassini (XVIIIe siècle), la carte d'état-major (1820-1866) et les cartes ou photos aériennes de l'IGN pour la période actuelle (1950 à aujourd'hui).

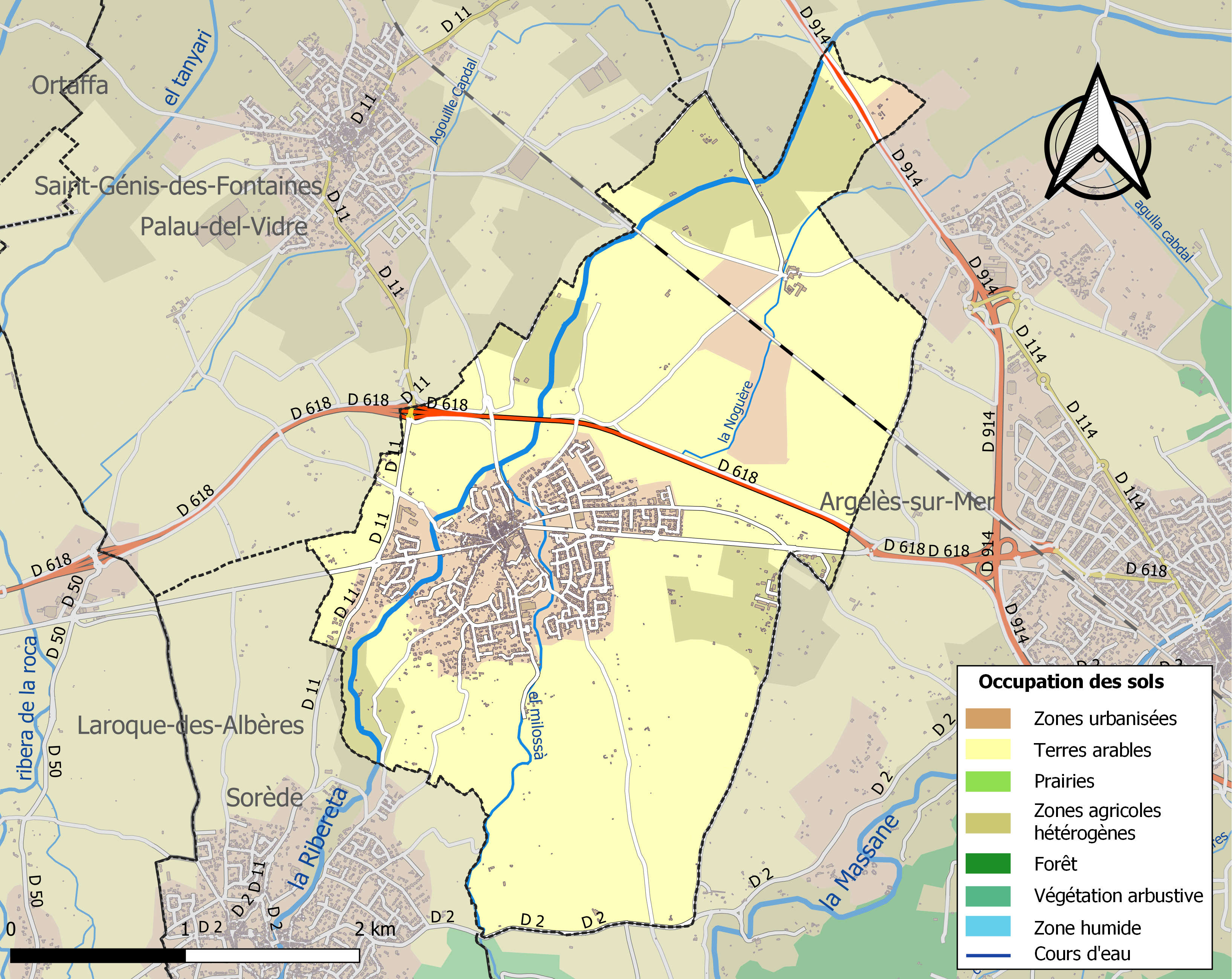
Carte des infrastructures et de l'occupation des sols de la commune en 2018 (CLC).

### Voies de communication et transports
Les lignes 550 (Céret - Argelès-sur-Mer) et 553 (Saint-Génis-des-Fontaines - Gare de Perpignan) assurent la desserte de la commune.

### Risques majeurs
Le territoire de la commune de Saint-André est vulnérable à différents aléas naturels : inondations, climatiques (grand froid ou canicule), mouvements de terrains et séisme (sismicité modérée). Il est également exposé à un risque technologique,  le transport de matières dangereuses,.

#### Risques naturels
Certaines parties du territoire communal sont susceptibles d’être affectées par le risque d’inondation par crue torrentielle de cours d'eau du bassin du Tech. La commune fait partie du territoire à risques importants d'inondation (TRI) de Perpignan-Saint-Cyprien, regroupant 43 communes du bassin de vie de l'agglomération perpignanaise, un des 31 TRI qui ont été arrêtés le 12 décembre 2012 sur le bassin Rhône-Méditerranée. Des cartes des surfaces inondables ont été établies pour trois scénarios : fréquent (crue de temps de retour de 10 ans à 30 ans), moyen (temps de retour de 100 ans à 300 ans) et extrême (temps de retour de l'ordre de 1 000 ans, qui met en défaut tout système de protection),.
Les mouvements de terrains susceptibles de se produire sur la commune sont liés au retrait-gonflement des argiles. Une cartographie nationale de l'aléa retrait-gonflement des argiles permet de connaître les sols argileux ou marneux susceptibles vis-à-vis de ce phénomène.
Ces risques naturels sont pris en compte dans l'aménagement du territoire de la commune par le biais d'un plan de prévention des risques inondations et mouvements de terrains.

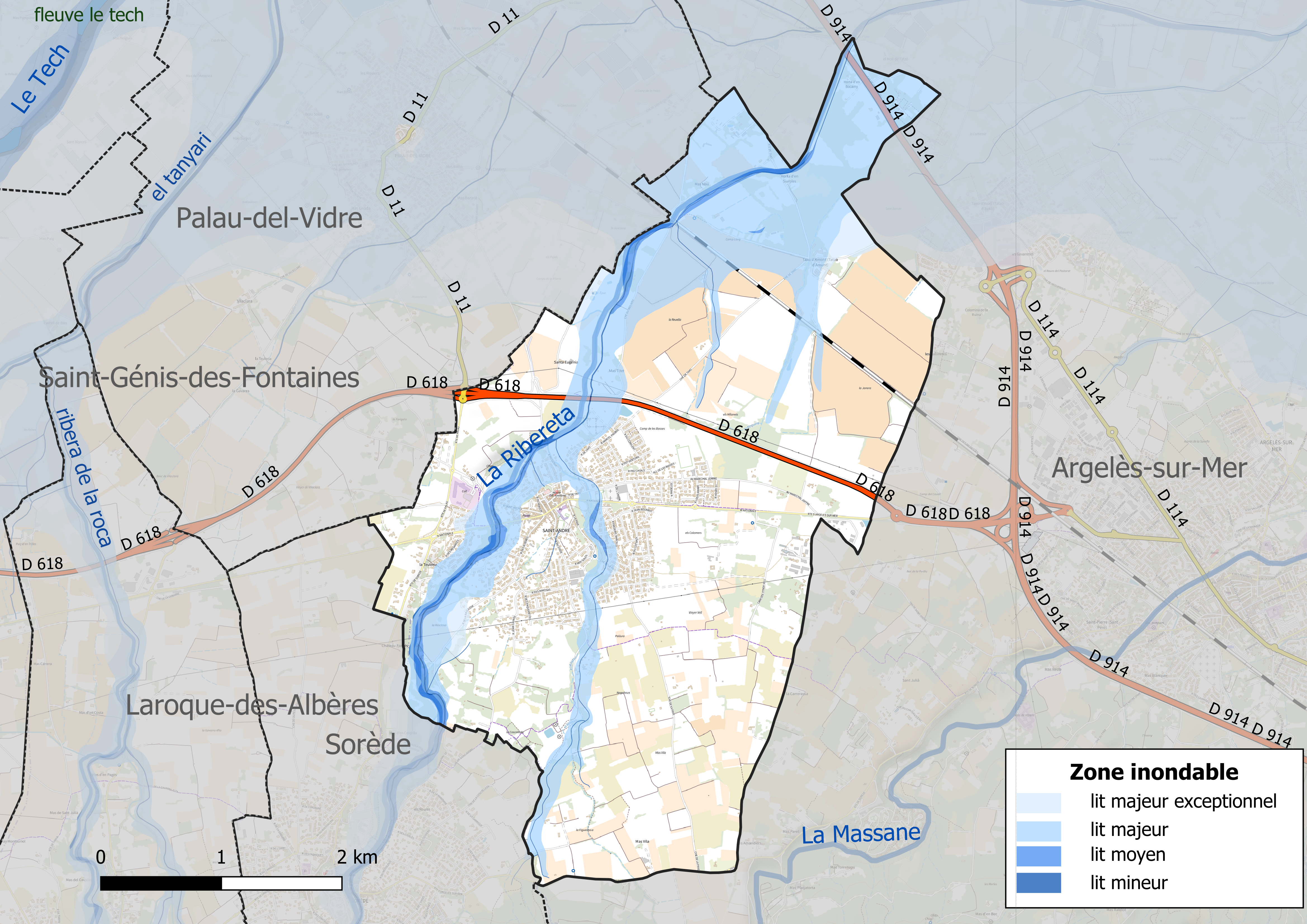
Carte des zones inondables.
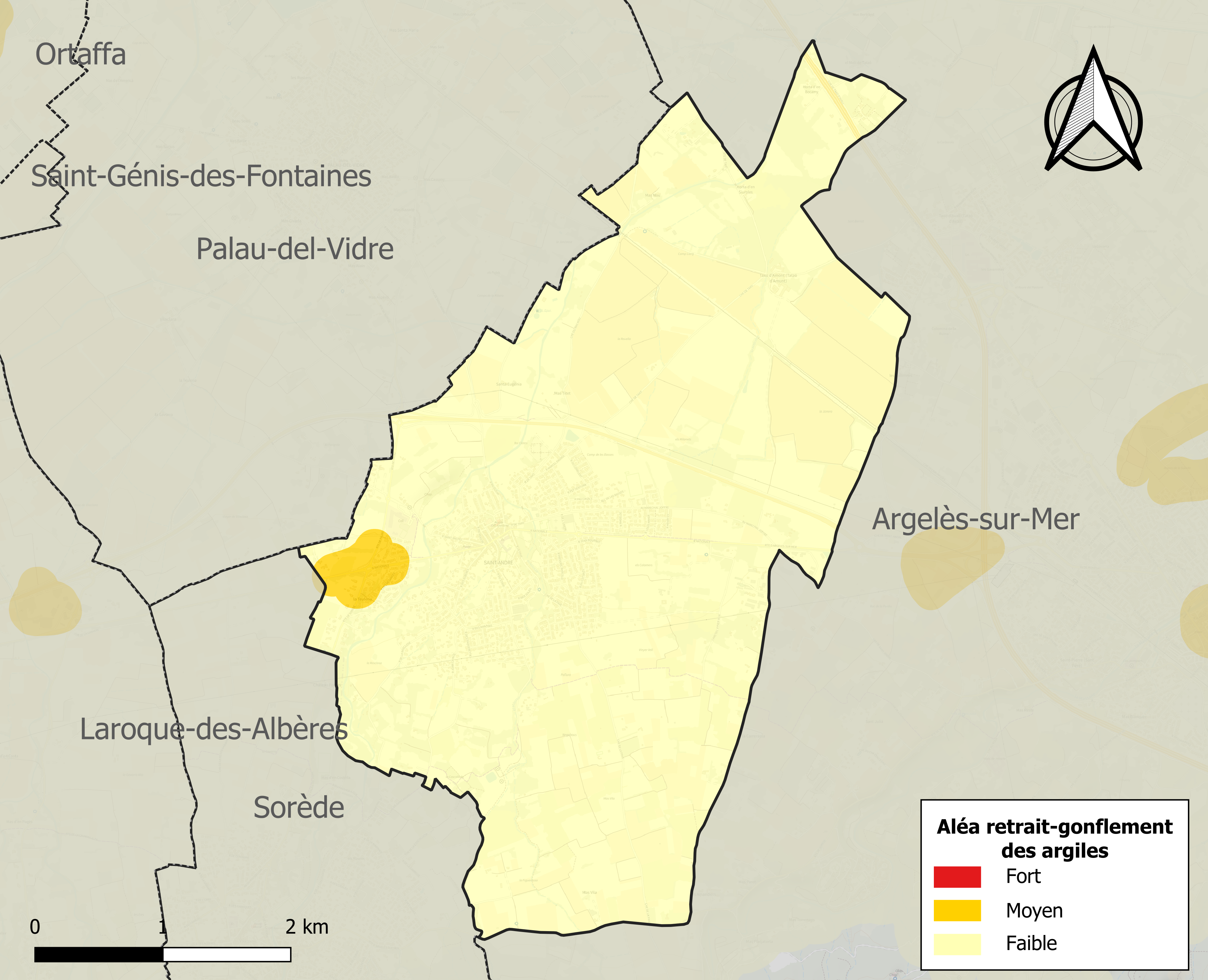
Carte des zones d'aléa retrait-gonflement des argiles.

#### Risques technologiques
Le risque de transport de matières dangereuses sur la commune est lié à sa traversée par une route à fort trafic et une ligne de chemin de fer. Un accident se produisant sur de telles infrastructures est en effet susceptible d’avoir des effets graves au bâti ou aux personnes jusqu’à 350 m, selon la nature du matériau transporté. Des dispositions d’urbanisme peuvent être préconisées en conséquence.

## Toponymie
En catalan, le nom de la commune est Sant Andreu de Sureda, Sureda étant le nom catalan de la commune voisine de Sorède.
En 1793, la commune est désignée sous le nom de Saint André et Taxo d'Amont.

## Histoire
La ville a été créée autour de l'abbaye Saint-André, existante depuis le Xe siècle.
Saint-André est quelquefois appelée à la catalane Saint-André de Sorède, Sorède étant une ville voisine.
La commune de Saint-André est créée en 1790. Le hameau de Taxo-d'Amont est rattaché à Saint-André.

## Politique et administration

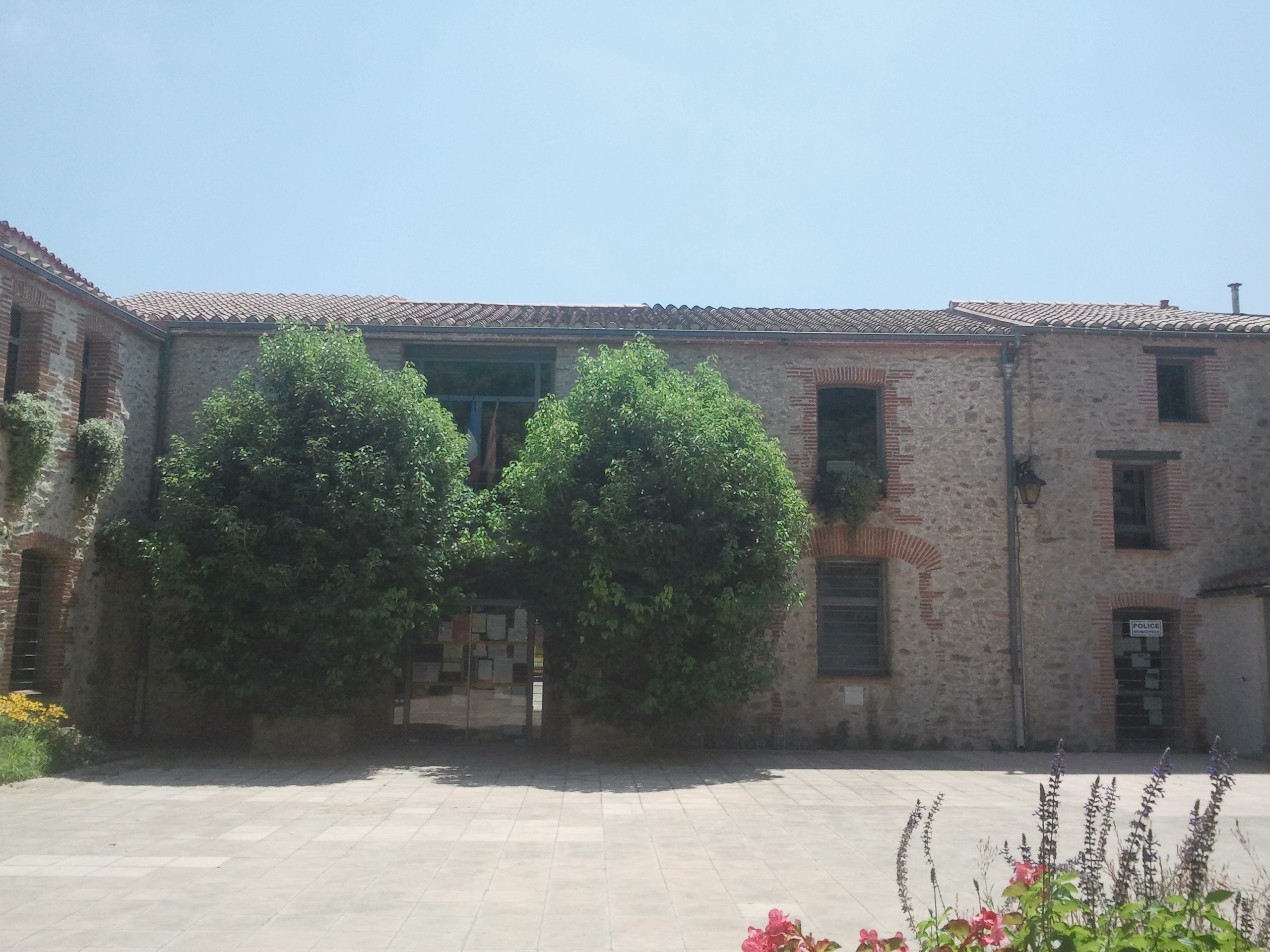
La mairie

### Canton
En 1790 la commune de Saint-André est incluse dans le canton d'Argelès au sein du district de Céret. Elle est rattachée au canton de Laroque en 1793 puis revient au canton d'Argelès en 1801, dont elle fait toujours partie aujourd'hui.

### Liste des maires
| Période      | Période   | Identité           | Étiquette | Qualité |
| ------------ | --------- | ------------------ | --------- | --- |
| 1792         | 1796      | Joseph Barate      |           | |
| 1796         | 1797      | Jean Verdier       |           | |
| 1797         | 1800      | Dominique Turie    |           | |
| 1800         | 1807      | Jacques Méric      |           | |
| 1807         | 1812      | André Roca         |           | |
| 1812         | 1816      | Jean Bocamp        |           | |
| 1816         | 1819      | André Roca         |           | |
| 1819         | 1828      | Mathias Cortès     |           | |
| 1828         | 1830      | Jacques Canceil    |           | |
| 1830         | 1834      | Jean Bocamp        |           | |
| 1834         | 1838      | Dominique Desclaux |           | |
| 1838         | 1841      | Jean Verdier       |           | |
| 1841         | 1845      | Pierre Romeu       |           | |
| 1845         | 1846      | Honoré Bocamp      |           | |
| 1846         | 1847      | Thomas Rougé       |           | |
| 1847         | 1848      | François Michaux   |           | |
| 1848         | 1850      | Honoré Bocamp      |           | |
| 1850         | 1865      | Joseph Moli        |           | |
| 1865         | 1870      | André Bocamp       |           | |
| 1870         | 1874      | Honoré Bocamp      |           | |
| 1874         | 1876      | Joseph Moli        |           | |
| 1876         | 1876      | Joseph Masnou      |           | |
| 1876         | 1892      | Honoré Bocamp      |           | |
| 1892         | 1896      | André Tasque       |           | |
| 1896         | 1904      | Honoré Bocamp      |           | |
| 1900         | 1904      | André Matillo      |           | |
| 1904         | 1919      | Eugène Bocamp      |           | |
| 1919         | 1925      | André Matillo      |           | |
| 1925         | 1943      | François Fourquet  |           | |
| 1943         | 1944      | Jean Matill        |           | |
| 1944         | 1945      | Joseph Bourrat     |           | |
| 1945         | 1947      | René Tasque        |           | |
| octobre 1947 | mars 1977 | Henri Bagnouls     |           | |
| mars 1977    | mars 2020 | Francis Manent,    | PRG       | Enseignant retraité Conseiller régional de Languedoc-Roussillon (2001 → 2004)                                                                    |
| mars 2020    | En cours  | Samuel Moli        | PS        | Conseiller Régional d'Occitanie, Vice président de la communauté de communes des Albères et de la Côte Vermeille vice président du Scot Littoral |

## Population et société

### Démographie ancienne
La population est exprimée en nombre de feux (f) ou d'habitants (H).
| 1358 | 1365 | 1378 | 1424 | 1470 | 1515 | 1553 | 1643 | 1709 |
| ---- | ---- | ---- | ---- | ---- | ---- | ---- | ---- | ---- |
| 8 f  | 11 f | 10 f | 10 f | 18 f | 26 f | 18 f | 12 f | 56 f |

| 1720 | 1730 | 1767  | 1774 | 1789 | 1790  | - | - | - |
| ---- | ---- | ----- | ---- | ---- | ----- | - | - | - |
| 59 f | 53 f | 220 H | 53 f | 68 f | 221 H | - | - | - |

### Démographie  contemporaine
L'évolution du nombre d'habitants est connue à travers les recensements de la population effectués dans la commune depuis 1793. Pour les communes de moins de 10 000 habitants, une enquête de recensement portant sur toute la population est réalisée tous les cinq ans, les populations de référence des années intermédiaires étant quant à elles estimées par interpolation ou extrapolation. Pour la commune, le premier recensement exhaustif entrant dans le cadre du nouveau dispositif a été réalisé en 2005.

En 2022, la commune comptait 3 395 habitants, en évolution de +0,21 % par rapport à 2016 (Pyrénées-Orientales : +3,92 %, France hors Mayotte : +2,11 %).
| 1793 | 1800 | 1806 | 1821 | 1831 | 1836 | 1841 | 1846 | 1851 |
| ---- | ---- | ---- | ---- | ---- | ---- | ---- | ---- | ---- |
| 242  | 276  | 337  | 449  | 511  | 580  | 593  | 360  | 604  |

| 1856 | 1861 | 1866 | 1872 | 1876 | 1881 | 1886 | 1891 | 1896 |
| ---- | ---- | ---- | ---- | ---- | ---- | ---- | ---- | ---- |
| 644  | 622  | 666  | 684  | 707  | 810  | 841  | 881  | 843  |

| 1901 | 1906 | 1911 | 1921 | 1926 | 1931 | 1936 | 1946 | 1954 |
| ---- | ---- | ---- | ---- | ---- | ---- | ---- | ---- | ---- |
| 854  | 822  | 815  | 764  | 746  | 798  | 818  | 765  | 763  |

| 1962 | 1968 | 1975  | 1982  | 1990  | 1999  | 2005  | 2006  | 2010  |
| ---- | ---- | ----- | ----- | ----- | ----- | ----- | ----- | ----- |
| 834  | 843  | 1 016 | 1 718 | 2 123 | 2 519 | 2 674 | 2 712 | 3 120 |

| 2015  | 2020  | 2022  | - | - | - | - | - | - |
| ----- | ----- | ----- | - | - | - | - | - | - |
| 3 331 | 3 411 | 3 395 | - | - | - | - | - | - |

| selon la population municipale des années : | 1968 | 1975 | 1982 | 1990 | 1999 | 2006 | 2009 | 2013 |
| Rang de la commune dans le département      | 62   | 59   | 40   | 38   | 35   | 42   | 39   | 35   |
| Nombre de communes du département           | 232  | 217  | 220  | 225  | 226  | 226  | 226  | 226  |

### Enseignement
Collège Pierre-Mendès-France (depuis 2006).[réf. nécessaire]

### Manifestations culturelles et festivités
- Fête patronale : 30 novembre[42].

## Économie

### Revenus
En 2018, la commune compte 1 619 ménages fiscaux, regroupant 3 423 personnes. La médiane du revenu disponible par unité de consommation est de 21 020 € (19 350 € dans le département). 47 % des ménages fiscaux sont imposés (42,1 % dans le département).

### Emploi
|                | 2008   | 2013   | 2018   |
| -------------- | ------ | ------ | ------ |
| Commune        | 10,3 % | 14 %   | 12,7 % |
| Département    | 10,3 % | 12,9 % | 13,3 % |
| France entière | 8,3 %  | 10 %   | 10 %   |

En 2018, la population âgée de 15 à 64 ans s'élève à 1 775 personnes, parmi lesquelles on compte 72,3 % d'actifs (59,6 % ayant un emploi et 12,7 % de chômeurs) et 27,7 % d'inactifs,. En  2018, le taux de chômage communal (au sens du recensement) des 15-64 ans est inférieur à celui du département, mais supérieur à celui de la France, alors qu'en 2008 il était supérieur à celui du département.
La commune fait partie de la couronne de l'aire d'attraction de Perpignan, du fait qu'au moins 15 % des actifs travaillent dans le pôle,. Elle compte 557 emplois en 2018, contre 528 en 2013 et 431 en 2008. Le nombre d'actifs ayant un emploi résidant dans la commune est de 1 074, soit un indicateur de concentration d'emploi de 51,9 % et un taux d'activité parmi les 15 ans ou plus de 43,8 %.
Sur ces 1 074 actifs de 15 ans ou plus ayant un emploi, 209 travaillent dans la commune, soit 20 % des habitants. Pour se rendre au travail, 86,5 % des habitants utilisent un véhicule personnel ou de fonction à quatre roues, 0,9 % les transports en commun, 7,5 % s'y rendent en deux-roues, à vélo ou à pied et 5,2 % n'ont pas besoin de transport (travail au domicile).

### Activités hors agriculture

#### Secteurs d'activités
391 établissements sont implantés  à Saint-André au 31 décembre 2019. Le tableau ci-dessous en détaille le nombre par secteur d'activité et compare les ratios avec ceux du département,.
| Secteur d'activité                                                                                        | Commune | Commune | Département |
| Secteur d'activité                                                                                        | Nombre  | %       | %           |
| --- | ------- | ------- | ----------- |
| Ensemble                                                                                                  | 391     | 100 %   | (100 %)     |
| Industrie manufacturière, industries extractives et autres                                                | 193     | 49,4 %  | (8,7 %)     |
| Construction                                                                                              | 37      | 9,5 %   | (14,3 %)    |
| Commerce de gros et de détail, transports, hébergement et restauration                                    | 52      | 13,3 %  | (30,5 %)    |
| Information et communication                                                                              | 2       | 0,5 %   | (1,9 %)     |
| Activités financières et d'assurance                                                                      | 4       | 1 %     | (3 %)       |
| Activités immobilières                                                                                    | 16      | 4,1 %   | (6,2 %)     |
| Activités spécialisées, scientifiques et techniques et activités de services administratifs et de soutien | 22      | 5,6 %   | (13 %)      |
| Administration publique, enseignement, santé humaine et action sociale                                    | 35      | 9 %     | (13,9 %)    |
| Autres activités de services                                                                              | 30      | 7,7 %   | (8,5 %)     |

Le secteur de l'industrie manufacturière, des industries extractives et autres est prépondérant sur la commune puisqu'il représente 49,4 % du nombre total d'établissements de la commune (193 sur les 391 entreprises implantées  à Saint-André), contre 8,7 % au niveau départemental.

#### Entreprises et commerces
Les cinq entreprises ayant leur siège social sur le territoire communal qui génèrent le plus de chiffre d'affaires en 2020 sont : 
- Dimalys, supermarchés (13 600 k€)
- Coral France SARL, fabrication d'éléments en matières plastiques pour la construction (1 547 k€)
- Vitamines, commerce de gros (commerce interentreprises) de fruits et légumes (408 k€)
- Bati Sud, travaux de maçonnerie générale et gros œuvre de bâtiment (323 k€)
- Salaison Catalane, commerce de détail de viandes et de produits à base de viande en magasin spécialisé (187 k€)

### Agriculture
La commune est dans la « plaine du Roussillon », une petite région agricole occupant la bande côtière et une grande partie centrale du département des Pyrénées-Orientales. En 2020, l'orientation technico-économique de l'agriculture  sur la commune est la polyculture et/ou le polyélevage.
|               | 1988 | 2000 | 2010 | 2020 |
| ------------- | ---- | ---- | ---- | ---- |
| Exploitations | 83   | 47   | 17   | 11   |
| SAU (ha)      | 379  | 231  | 114  | 109  |

Le nombre d'exploitations agricoles en activité et ayant leur siège dans la commune est passé de 83 lors du recensement agricole de 1988  à 47 en 2000 puis à 17 en 2010 et enfin à 11 en 2020, soit une baisse de 87 % en 32 ans. Le même mouvement est observé à l'échelle du département qui a perdu pendant cette période 73 % de ses exploitations,. La surface agricole utilisée sur la commune a également diminué, passant de 379 ha en 1988 à 109 ha en 2020. Parallèlement la surface agricole utilisée moyenne par exploitation a augmenté, passant de 5 à 10 ha.

## Culture locale et patrimoine

### Monuments et lieux touristiques

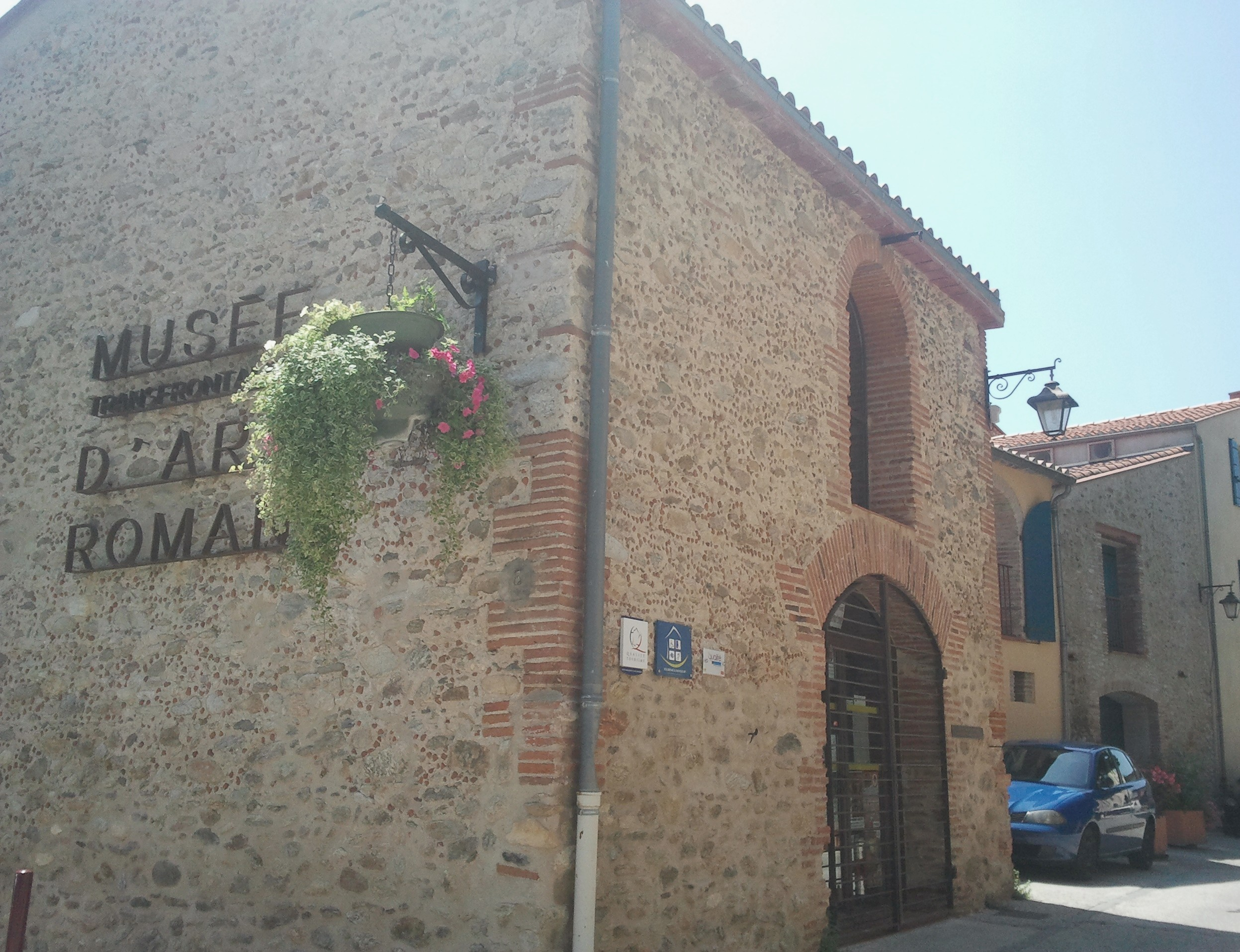
Le musée d'art roman

- L'Église Saint-André-de-Sorède, datant du Xe siècle, la seule trace encore visible de l'ancienne abbaye. L'édifice a été classé au titre des monuments historiques en 1910[48]. Plusieurs objets sont référencés dans la base Palissy (voir les notices liées)[48].
- Église Saint-Vincent de Saint-André ;
- Chapelle Saint-Michel de Saint-André ;
- Le musée d'art roman.

Historique de l'abbaye
L'abbaye est fondée vers l’an 800 par le moine Miron venu d’Espagne. La communauté qui y vécut fut prospère jusqu'au Xe siècle grâce aux comtes du Roussillon qui la dotèrent de quelques richesses. Malheureusement, la proximité de l’abbaye de Saint-Génis-des-Fontaines ne lui fut pas favorable et elle fut ruinée en 1109. Pour la sauver, la comtesse Agnès de Roussillon en fait alors don à l'abbaye de Lagrasse. Ce sauvetage fut de courte durée, elle déclina à nouveau et fin du XIIIe siècle elle ne compta plus que quatre moines. En 1592, elle est  rattachée à l’abbaye Sainte-Marie d'Arles-sur-Tech. En 1789, elle devient simple église paroissiale, le cloître et les bâtiments conventuels sont démantelés.[réf. nécessaire]
L'église Saint-André
Elle fut érigée aux Xe et XIe siècles, elle possédait alors une seule nef et une couverture en bois.

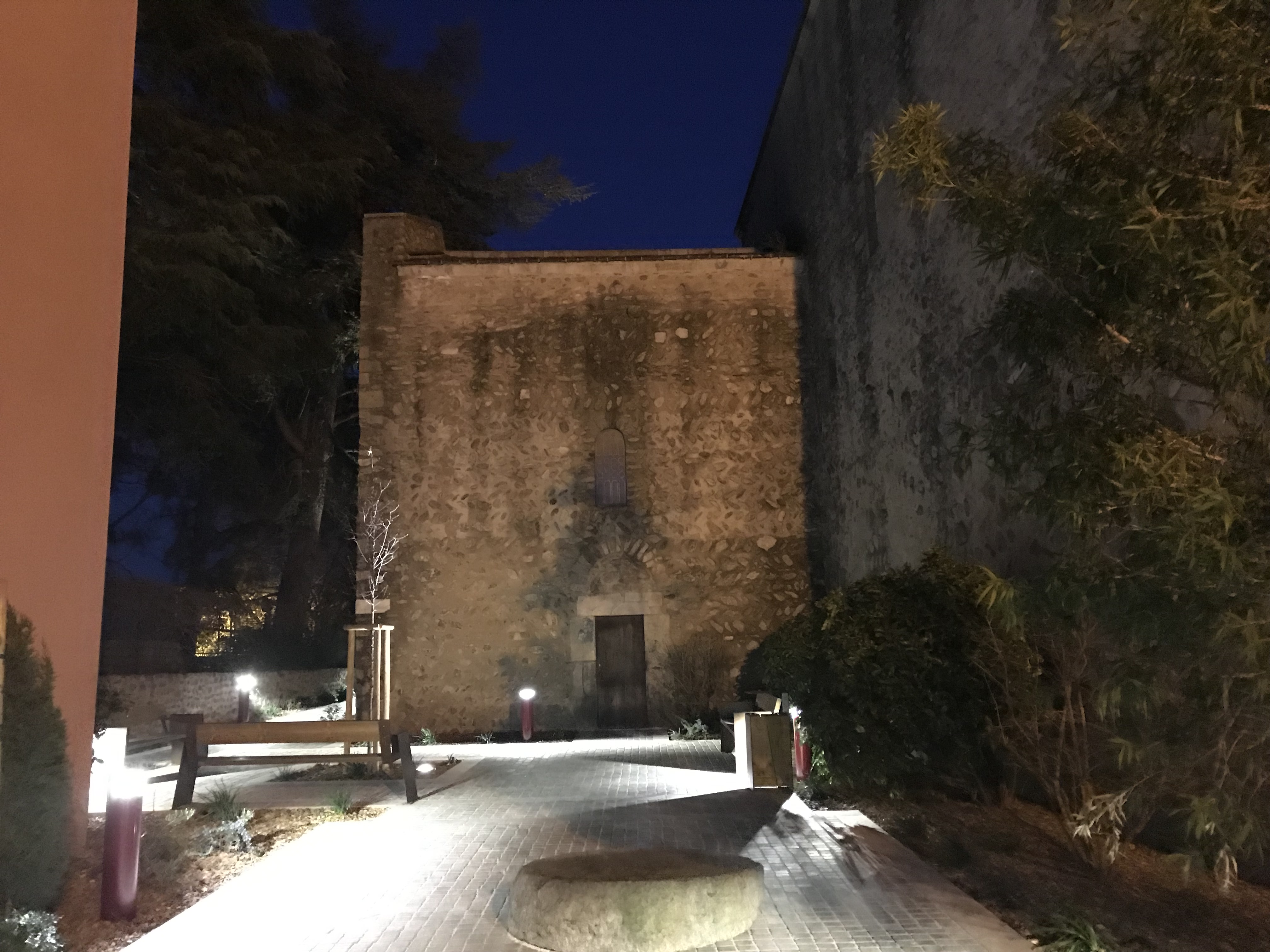
L'église de nuit

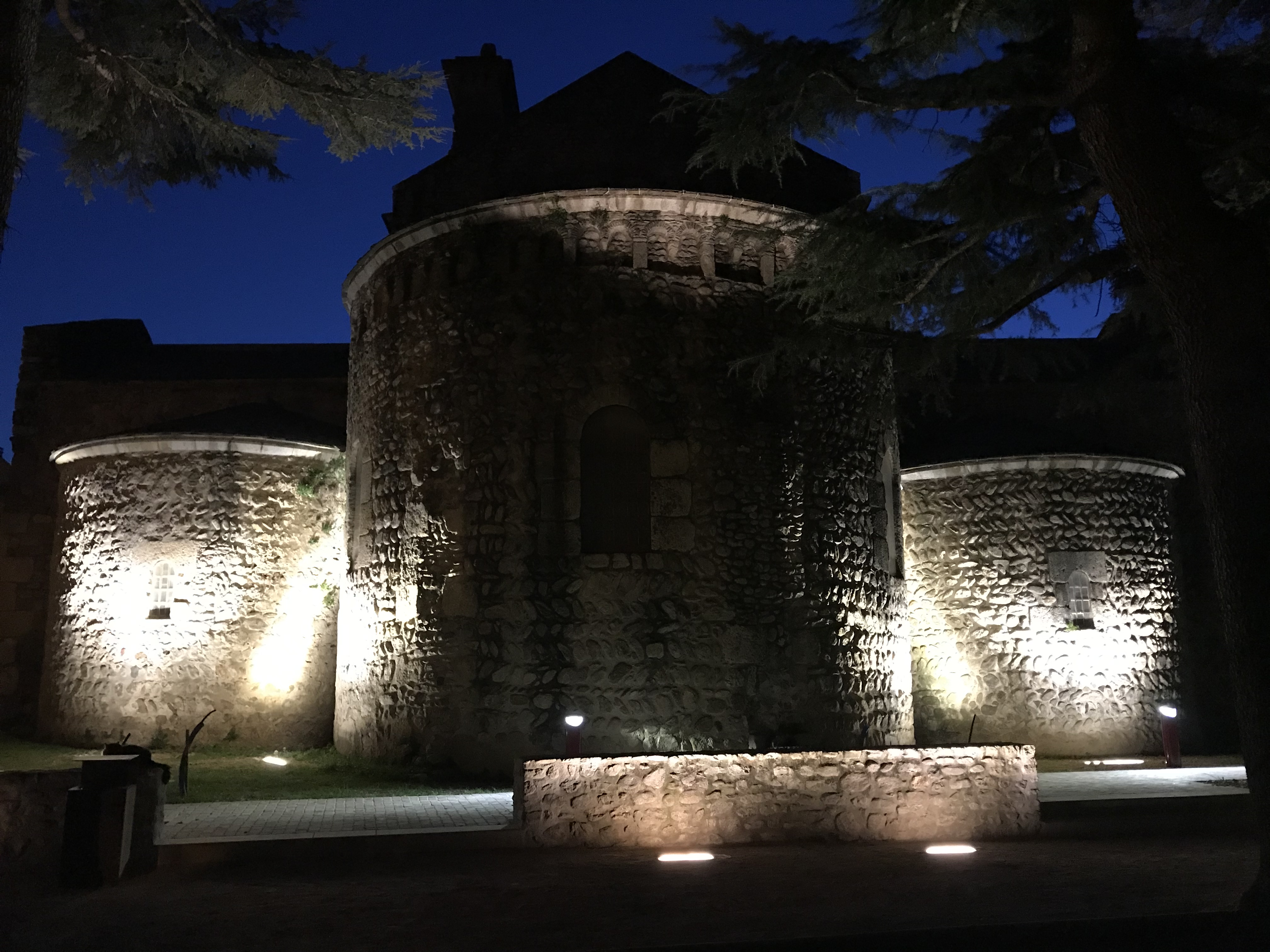
L'église de nuit

Au XIIe siècle, on lui ajouta des collatéraux et la charpente en bois fut remplacée par une voûte en plein cintre sur doubleaux. Ces travaux nécessitèrent la mise en œuvre de piliers à hauts socles et d’imposants contreforts copiés sur ceux de Sant Pere de Rodes.
À l’intérieur, on trouve un autel en marbre blanc dont la table semble être d’origine profane ainsi que des restes de fresques datant des XIIe et XIIIe siècles. 
On y trouve également un fragment de pierre tombale musulmane en marbre et datant du XIIe siècle.[réf. nécessaire]
Le linteau
Le linteau en marbre blanc situé au-dessus du portail et datant du XIe siècle est une des pièces majeures de l’art roman, similaire à celui de Saint-Génis-des-Fontaines. Il représente un Christ bénissant, entouré de quatre anges eux-mêmes entourés des quatre évangélistes, situés chacun dans un cadre constitué de colonnettes et d'un arc outrepassé.[réf. nécessaire]
Les vestiges du cloître
Il ne reste aucun vestige de l'ancien cloître de Saint-André sur place. Du côté nord-ouest de la nef on voit dans les maçonneries du mur les traces de la présence d'un toit couvrant la galerie du cloître, on sait donc où se trouvait le cloître, mais on ne sait rien de sa taille ni de son aspect général.

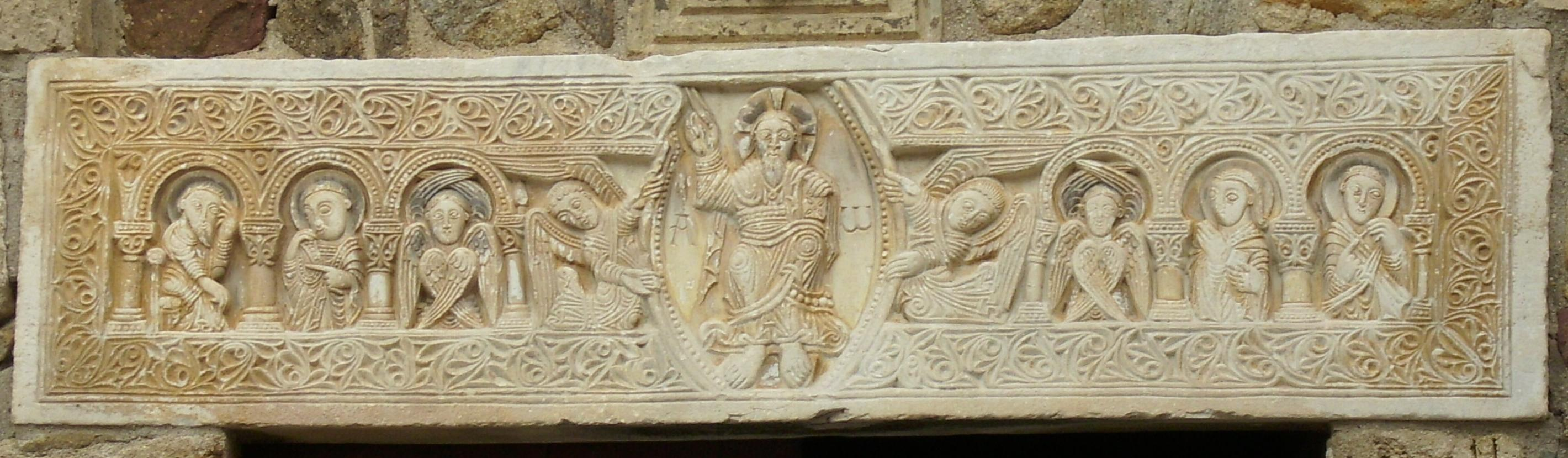
Linteau de Saint-André-de-Sorède

Il reste cependant plusieurs chapiteaux et quelques futs de colonne provenant du cloître. Dans le chœur de l'église on peut voir un chapiteau sculpté et son fut de colonne servant de support au tabernacle. Deux autres chapiteaux servent de support de bénitier dans les églises de Saint-Génis-des-Fontaines et de Saint-Jean-Lasseille et quatre chapiteaux avec leurs futs sont conservés dans la chapelle Sainte-Colombe de Cabanes au nord de Saint-Génis. On trouve également un chapiteau qui pourrait provenir de Saint-André au-dessus de la porte de l'église de Sorède. Enfin plusieurs chapiteaux conservés à Saint-Martin-du-Canigou pourraient aussi provenir de ce cloître.[réf. nécessaire]

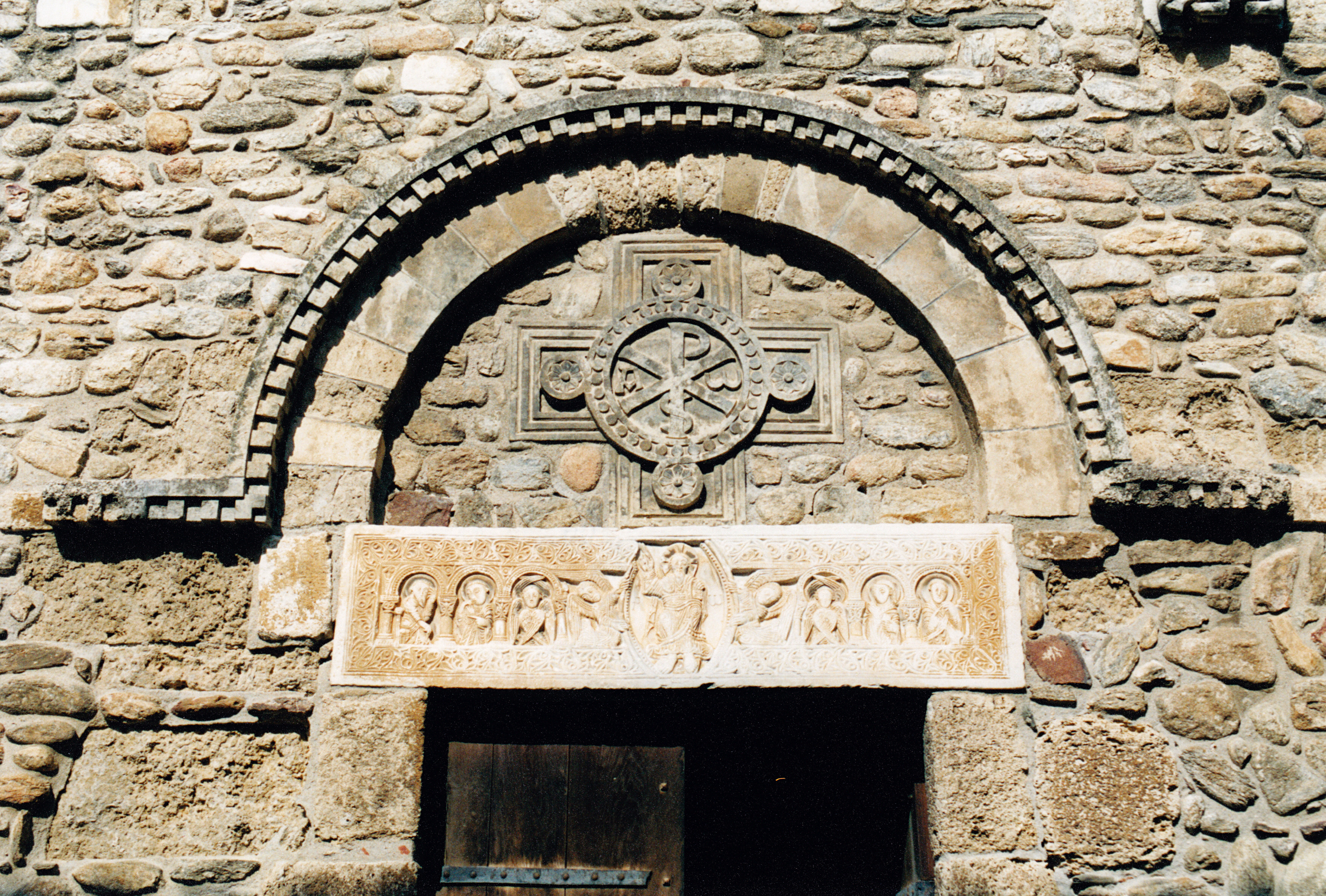
Le linteau
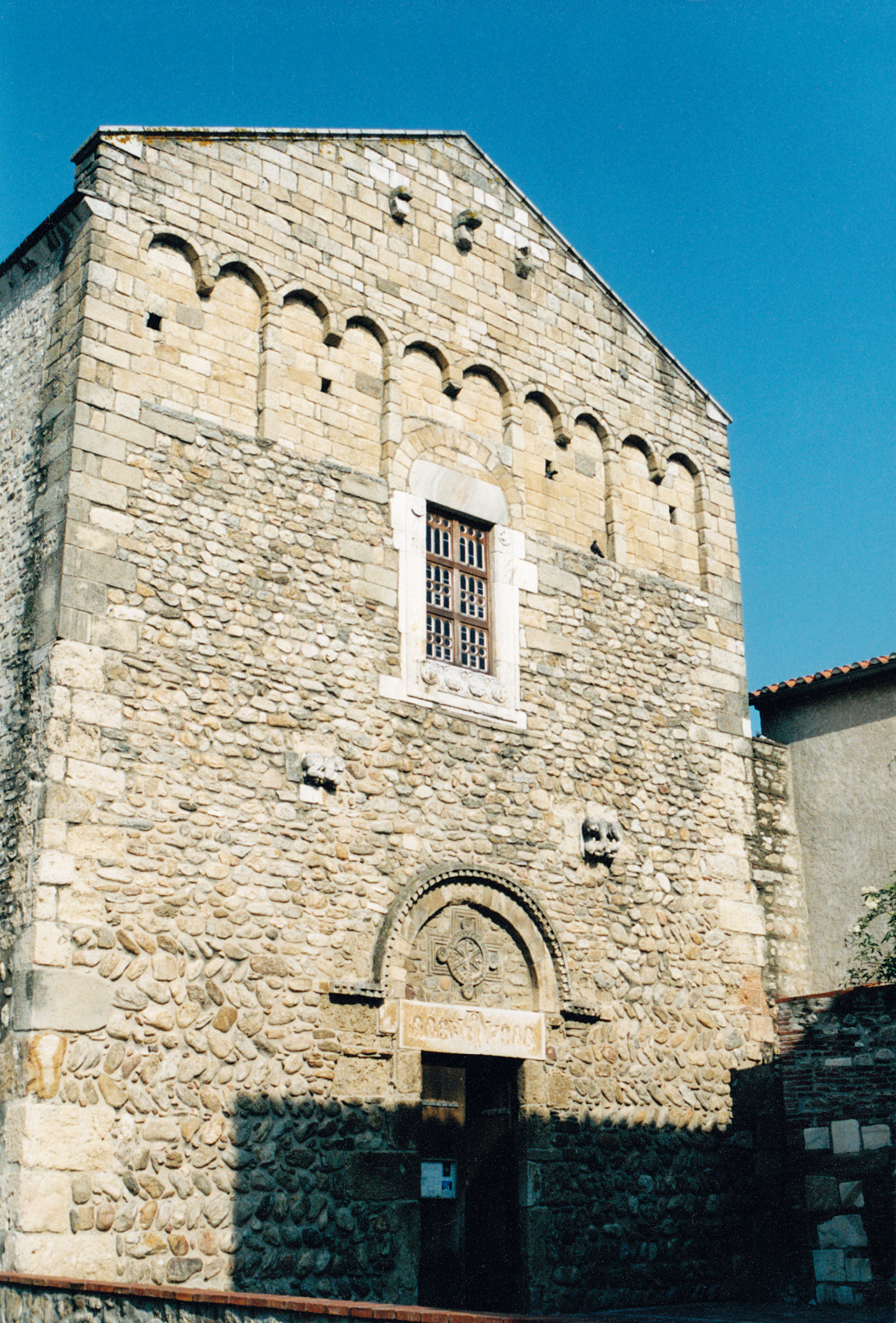
Façade de l'église
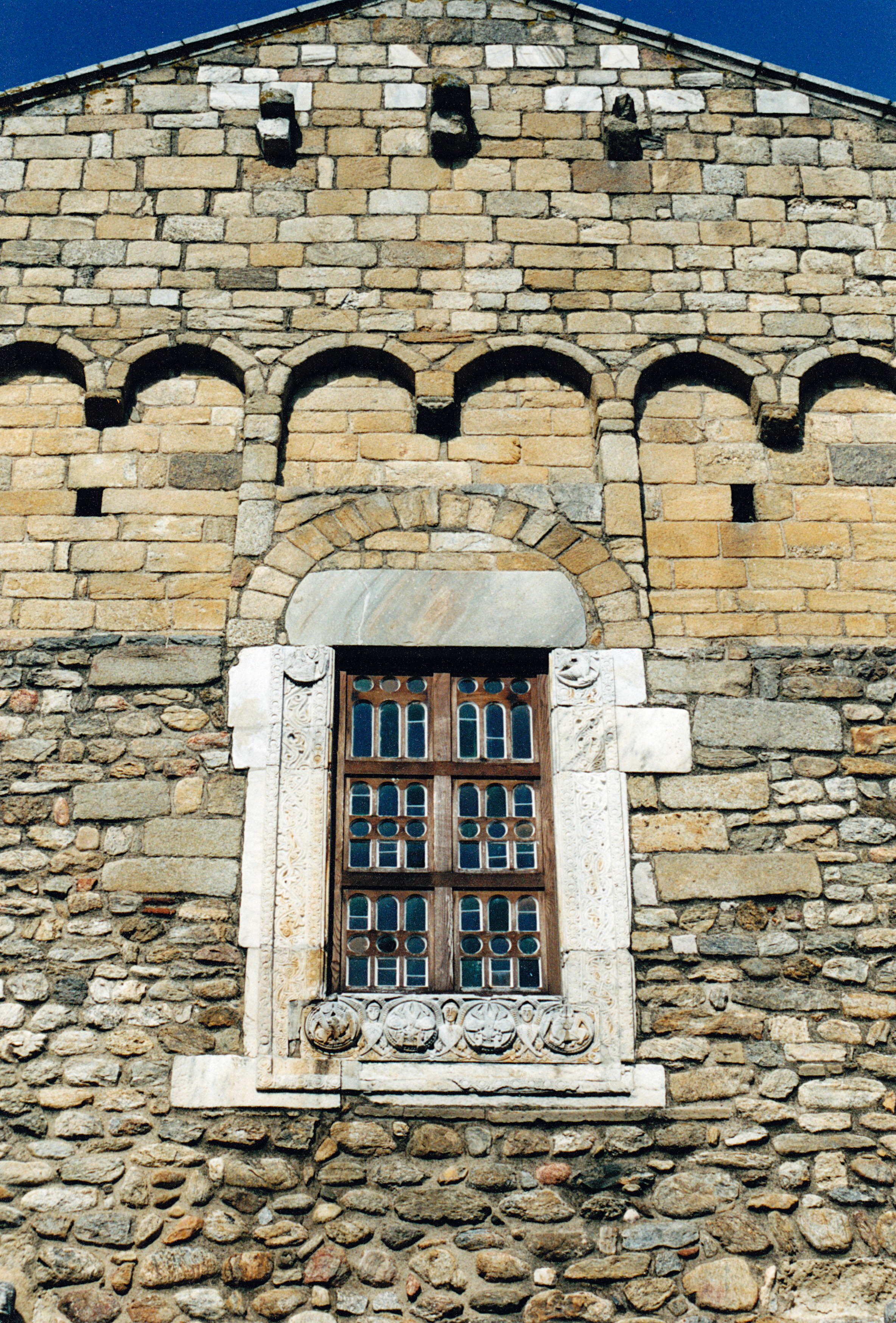
Fenêtre de la façade
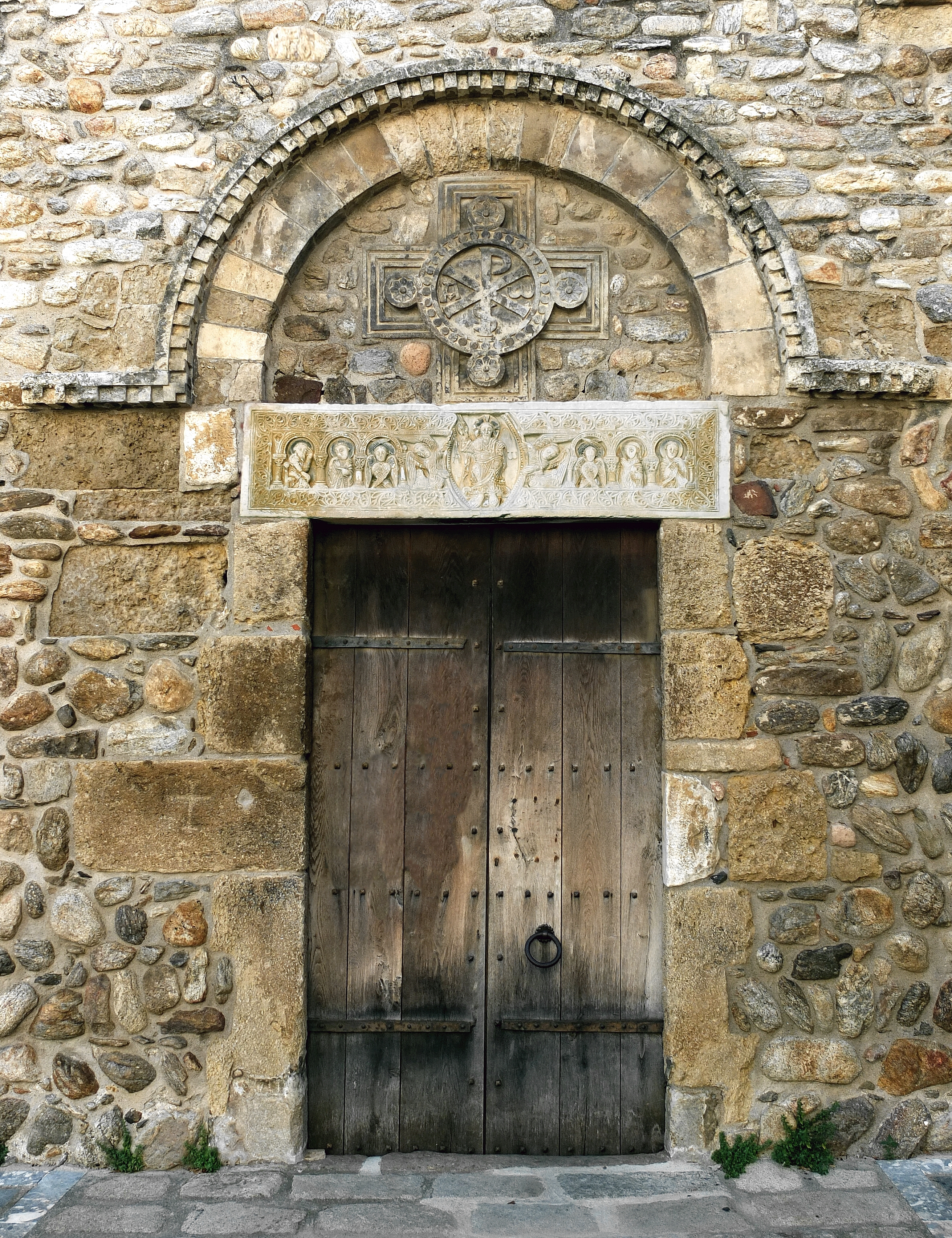
Le portail
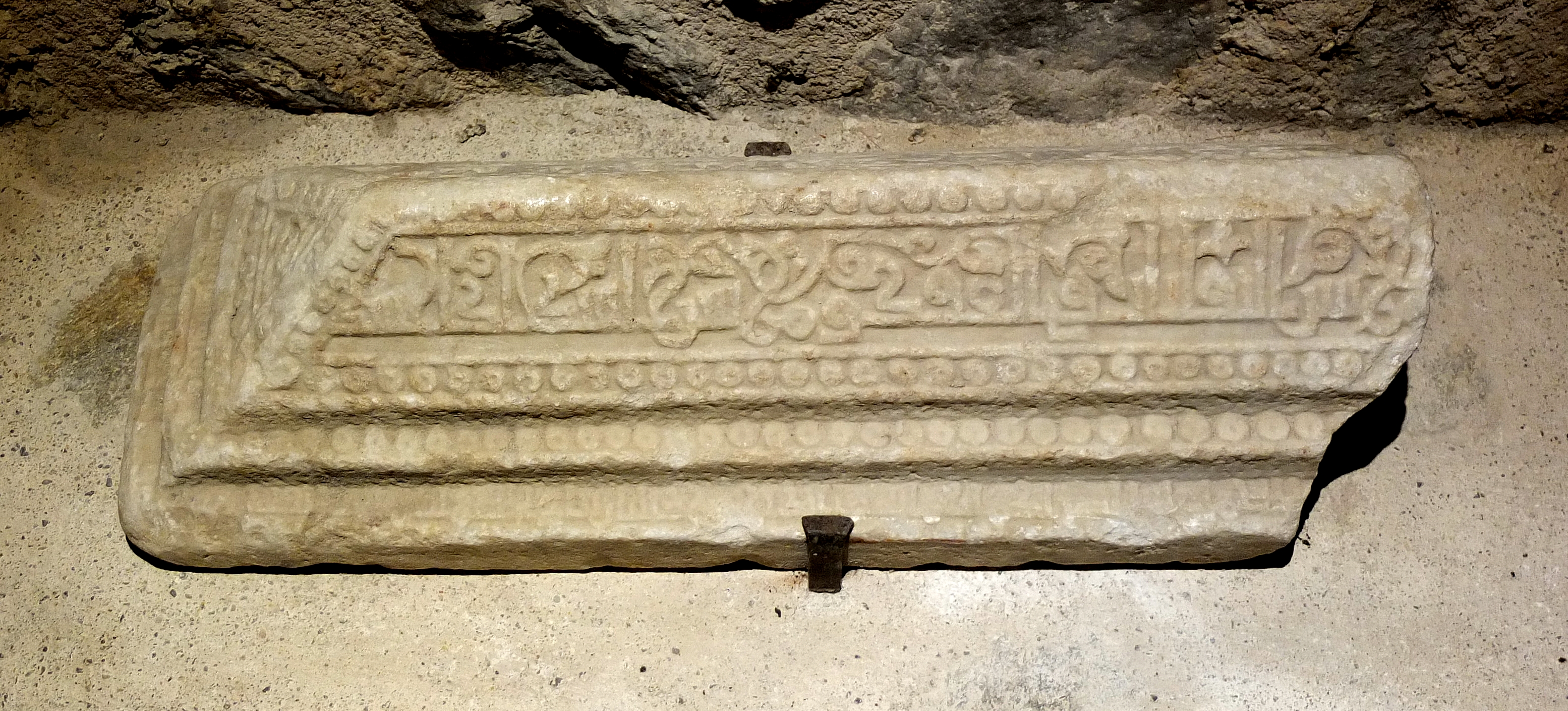
Pierre tombale musulmane dans l'église
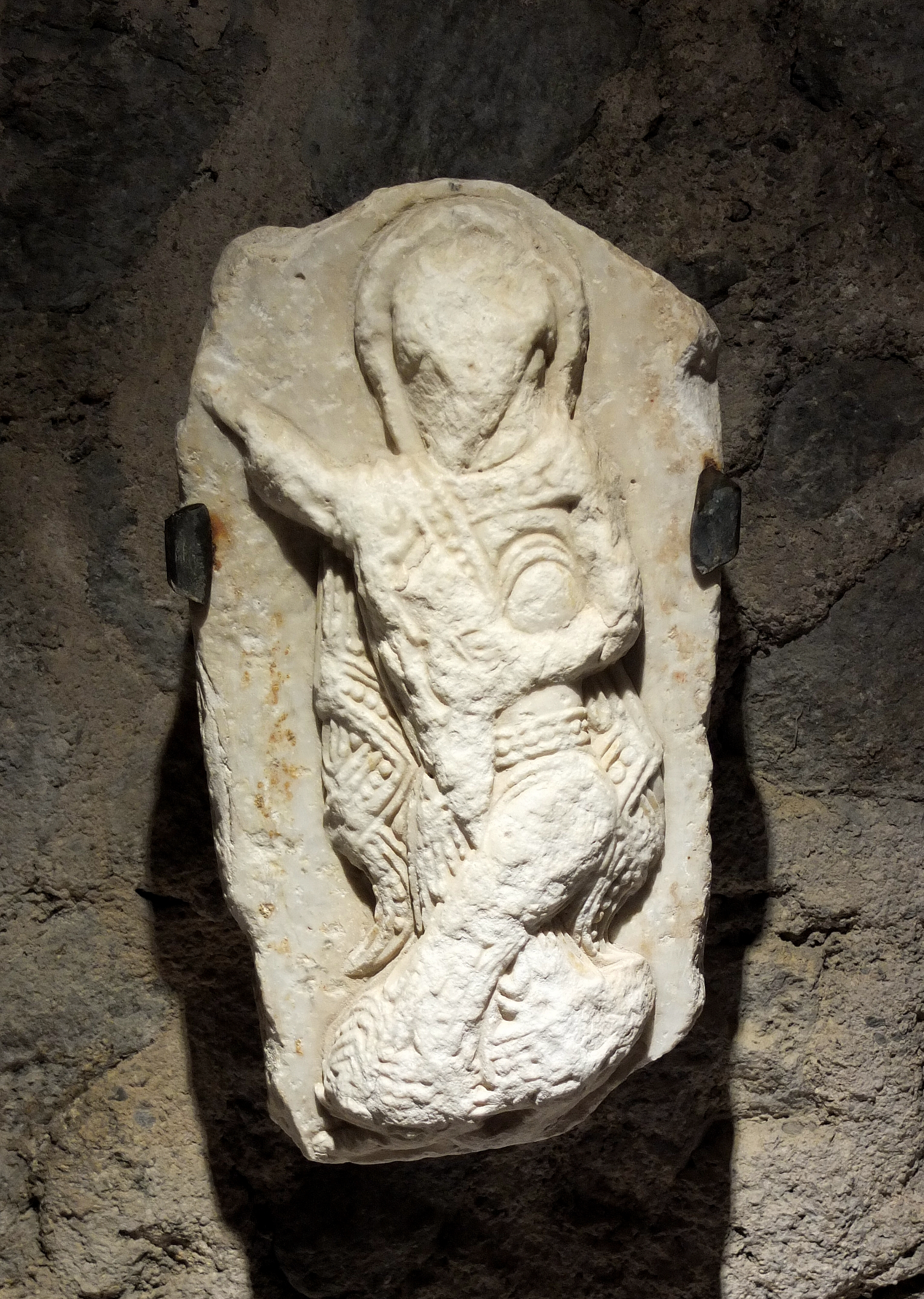
Fragment de sculpture, probablement un apôtre

### Personnalités liées à la commune
- Jean Bourrat (1859-1909) : homme politique né à Saint-André.

### Héraldique
| Blason de Saint-André | Blason  | D’or aux quatre pals de gueules à saint André de carnation, habillé d’argent, brochant en pied sur sa croix en sautoir du même brochant sur le tout. |
| Blason de Saint-André | Détails | Le statut officiel du blason reste à déterminer. |